# Ekfidonia bieti
Ekfidonia bieti är en fjärilsart som beskrevs av Charles Oberthür 1923. Ekfidonia bieti ingår i släktet Ekfidonia och familjen mätare. Inga underarter finns listade i Catalogue of Life.